# Долења вас при Мирни Печи
Долења вас при Мирни Печи (словен. Dolenja vas pri Mirni Peči) је насељено место у општини Мирна Печ, регија Југоисточна Словенија, Словенија.

## Историја
До територијалне реорганизације у Словенији била је у саставу старе општине Ново Место.

## Становништво
У попису становништва из 2011. године, Долења вас при Мирни Печи имала је 83 становника.
| Број становника према пописима | Број становника према пописима | Број становника према пописима |
| ------------------------------ | ------------------------------ | ------------------------------ |
| 1991                           | 2002                           | 2011                           |
| 88                             | 90                             | 83                             |

Напомена: До 1953. исказивано под именом Долења вас. Године 2011. и 2013. извршена је мања размена територија између насеља Долења вас при Мирни Печи и Мирна Печ. Године 2013. извршена је мала размена територија између насеља Долења вас при Мирни Печи и Јелше.